# M56 (motorväg)

Lägeskarta.

M56 eller North Cheshire motorway är en motorväg i Storbritannien som går mellan Manchester och Chester. Motorvägen utgår från M60 som är ringleden runt Manchester och passerar sedan Manchesters flygplats. Därefter ansluter den till M6 och passerar Warrington, Runcorn och Ellesmere Port innan den når Chester. Vid Chester ansluter den till M53 till Birkenhead och A55 till norra Wales.